# Buenos Aires 8

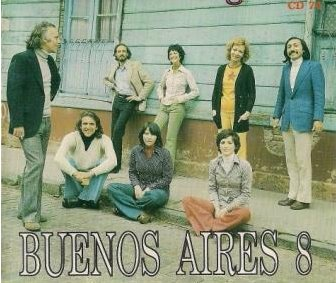
Buenos Aires 8 (1973)

Buenos Aires 8 war ein Vorzeigeoktett in der Geschichte der Vokalmusik Argentiniens. Es wurde 1968 in Buenos Aires gegründet. Ihr Genre war Tango und argentinische Volksmusik. Die Gruppe trennte sich 1983.
Direktor und gleichzeitig Bariton und Haupt-Arrangeur war Horacio Corral. Weitere Mitglieder waren über die längste Zeit der Geschichte der Gruppe Chichita Fanelli (Sopran), Lidia Tolaba (Sopran), Ani Grunwald (Sopran), Magdalena León (Sopran), Analía Lovato (Mezzosopran), Clara Steinberg (Alt), Laura Hatton (Mezzosopran), Miguel Odiard (Tenor), César Tolaba (Tenor), Pablo Skrt (Tenor), Florencio Morales (Tenor) und Fernando Llosa (Bass).
Sie erreichten Bemerkenswertes in ihren Interpretationen der Populärmusik Argentiniens mit Vokal Arrangements, die im Original Instrumentalmusik waren. Ihr Album Buenos Aires Hora 8, gänzlich dem Werk von Astor Piazzolla gewidmet, wurde als eines der besten Alben der Geschichte der Musik Argentiniens betrachtet.
Als Astor Piazzolla danach gefragt wurde, schrieb er:

«Estas impresiones sobre B.A.8 la doy por la única razón de que son realmente notables. Nuestra música ciudadana comienza una nueva etapa sonora. Esta es la mejor manera de jerarquizar el tango. Con CALIDAD. Esto prevalecerá.»

„Ich stimme zu, dass der Eindruck, den B.A.8 macht wirklich beachtenswert ist. Unsere konservative Musik beginnt eine neue Klangetappe. Es ist die beste Art wie der Tango interpretiert wird. Mit Qualität. Das wird sich durchsetzen.“

## Filmografie
| Jahr | Titel                       |
| ---- | --------------------------- |
| 1974 | Proceso a la infamia        |
| 1974 | Una mujer, un pueblo        |
| 1975 | Los días que me diste       |
| 1976 | El canto cuenta su historia |
| 1979 | Adiós reino animal          |

## Diskografie
| Jahr | Titel / Album       |
| ---- | ------------------- |
| 1969 | Buenos Aires 8      |
| 1970 | Buenos Aires Hora 8 |
| 1973 | A puro tango        |
| 1976 | La última palabra   |